# تاریخ بناکتی
روضة اولی الالباب فی معرفة التواریخ و الانساب، نام‌آور به تاریخ بَناکَتی، یک تاریخ عمومی فارسی، تألیف ابوسلیمان بناکتی، ملک‌الشعرای دربار ایلخانان مغول است. مطالب این کتاب، مشتمل بر چکیده‌ای از احوال بشر تا ۲۵ شوال سال ۷۱۷ ه‍.ق است. نثر اثر ساده و بی‌تکلف بوده و شیوهٔ بیان مطالب آن بیشتر وقایع‌نگاری است.
چنان‌که خود بناکتی در مقدمهٔ کتابش تصریح کرده، تاریخ تألیفی وی در اصل خلاصه‌شده‌ای از جامع‌التواریخ رشیدی است. او علیرغم این موضوع، کوشیده تا کتابش صرفاً تلخیصی از جامع‌التواریخ نباشد، و آن را با افزودن پاره‌ای اطلاعات تازه به‌کاری مستقل تبدیل کند. میان مطالب کتاب، بخش مربوط به ذکر تاریخ زمامداری سلطان اولجایتو، به‌سبب آن‌که کهن‌ترین منبع به‌جامانده از تاریخ سلطنت وی است، در مقایسه با دیگر بخش‌های کتاب اهمیت بیشتری دارد. جایگاه بناکتی، به‌عنوان یک مقام درباری باعث‌شده تا او در تعامل با نمایندگان اقوام و ملل دیگر به آگاهی‌های تازه‌ای از تاریخ آن‌ها دست‌یافته و برخی از آن‌ها را در کتابش بگنجاند. در واقع نیمی از مطالب این کتاب، غیر از تاریخ ایران و اسلام است که برای یک تاریخ عمومی فارسی آن زمان سبکی نامعمول بوده و بعد از بناکتی نیز میان تاریخ‌نویسان ایرانی از این سبک چندان استقبال نشد و دنبال‌کنندگان زیادی پیدا نکرد.

## بخش‌ها
مؤلف، این اثر را به یک مقدمه، یک خاتمه و نه قسم (فصل) به‌ترتیب زیر بخش‌بندی کرده است:
- تاریخ پیامبران پیش از اسلام از آدم ابوالبشر تا ابراهیم.
- تاریخ شاهان ایران باستان از کیومرث پیشدادی تا یزدگرد سوم، و همراه با یادکردن از پیامبران و حکیمان هم‌روزگارشان.
- سرگذشت پیامبر اسلام، دوازده امام شیعه، و تاریخ خلفا از ابوبکر تا مستعصم. بناکتی در این بخش کوشیده، مطالبش را طوری بیان کند که احترام هر دو مذهب شیعی و سنی محفوظ باشد.
- تاریخ شاهان ایران اسلامی از صفاریان تا اسماعیلیان الموت.
- تاریخ یهود از روزگار موسی تا سرنگونی پادشاهی یهودیه به‌دست بخت‌النصر دوم، فرمانروای بابل.
- تاریخ مسیحیت و جهان غرب (اَفرنج، فرنگ)، تا زمانهٔ مؤلف. نکتهٔ قابل‌توجهٔ این بخش ذکر شماری زیادی از نام‌های جغرافیایی و نیز عناوین خاص اروپایی، بیشتر در شکل معرب است.
- در تاریخ هندوستان و شاهان آن، به‌همراه توصیفی از هفت اقلیم.
- در تاریخ شاهان چین از آغاز تا تهاجمات مغولان. نویسنده پیش از آغاز بحث اصلی به این موضوع اشاره می‌کند که چگونه دو حکیم چینی به‌نام‌های لیتاجی و نکیسون با رشیدالدین فضل‌الله همکاری کردند، تا در نوشتن جامع‌التواریخ، از منابع چینی بهره بگیرند. این مطلب از جمله روایات اختصاصی تاریخ بناکتی است.
- تاریخ خاندان چنگیزی و ایلخانان ایران تا آغاز پادشاهی ابوسعید. مدتی پس از خاتمهٔ نگارش اثر، برتخت‌نشستن رسمی ابوسعید، در ۲۳ ربیع‌الآخر سال ۷۱۸ ه‍.ق توسط بناکتی به‌آن افزوده شده است.

## نسخه‌ها و تصحیح
تا کنون ۳۱ نسخهٔ خطی از تاریخ بناکتی شناخته‌شده است. این شمار نشان می‌دهد که در میان کتاب‌های هم‌سبک این اثر که در همان دوره تألیف شده‌اند، تاریخ بناکتی از جامع‌التواریخ (با حدود ۱۰۰ نسخه)، تاریخ گزیده (۹۵ نسخه) و نظام‌التواریخ (بیشتر از ۷۰ نسخه) کمتر در جذب مخاطب موفقیت داشته، ولی از طبقات ناصری (۲۳ نسخه)، زبدة التواریخ (تنها چند نسخهٔ ناقص) و مجمع‌الانساب (۱۳ نسخه) بیشتر مورد توجه بوده است. از این کتاب، تصحیح کاملی برپایهٔ ۳ نسخهٔ خطی در سال ۱۳۴۸ ه‍.خ به‌اهتمام جعفر شعار، از طریق انجمن آثار ملی ایران به‌چاپ و انتشار رسید.

## یادداشت
1. ↑  به‌معنی «بوستان دارندگان
اندیشه در شناخت تاریخ‌ها و تبارها». عنوان اصلی این کتاب را گاهی به‌اشتباه «روضة اولی الالباب فی تواریخ الاکابر و الانساب» نیز نوشته‌اند.